# Stobbenfrees

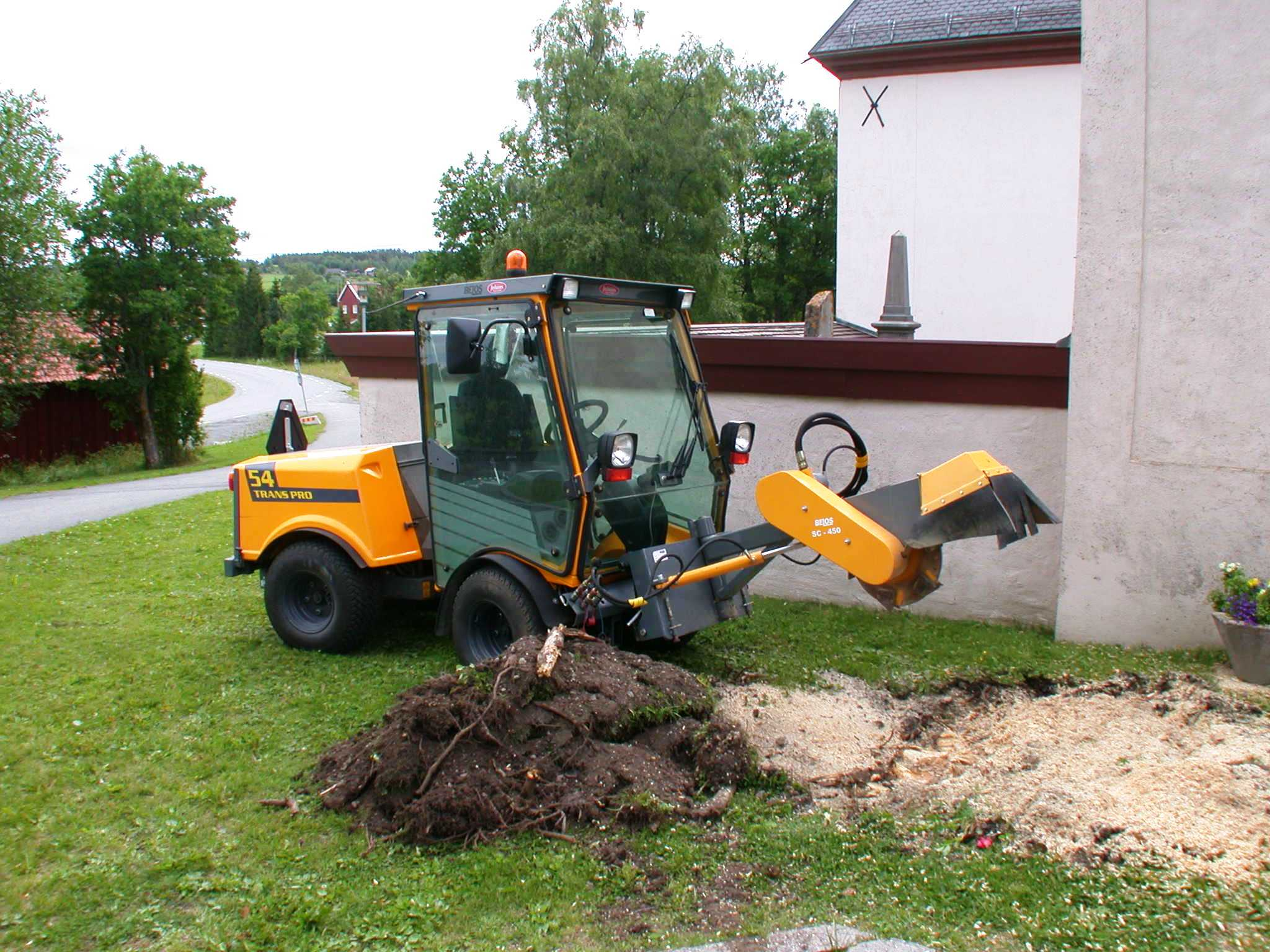
Zelfrijdende stobbenfrees

Een stobbenfrees, ook wel boomfrees, stronkenfrees of boomstronk(en)frees genoemd, is een landbouwwerktuig dat wordt gebruikt om de stobbe en wortels van een omgezaagde boom te verwijderen. Dit gebeurt om hergroei van de boom te voorkomen.
Er bestaan verschillende types stobbenfrezen, variërend van lichte handbediende modellen tot zware, zelfrijdende machines. Het frezen gebeurt met een verticaal ronddraaiende schijf, voorzien van beitels met bijvoorbeeld een wolfraamcarbide punt. Deze beitels versplinteren de stobbe tot op een diepte van maximaal één meter.